# Max Reischle

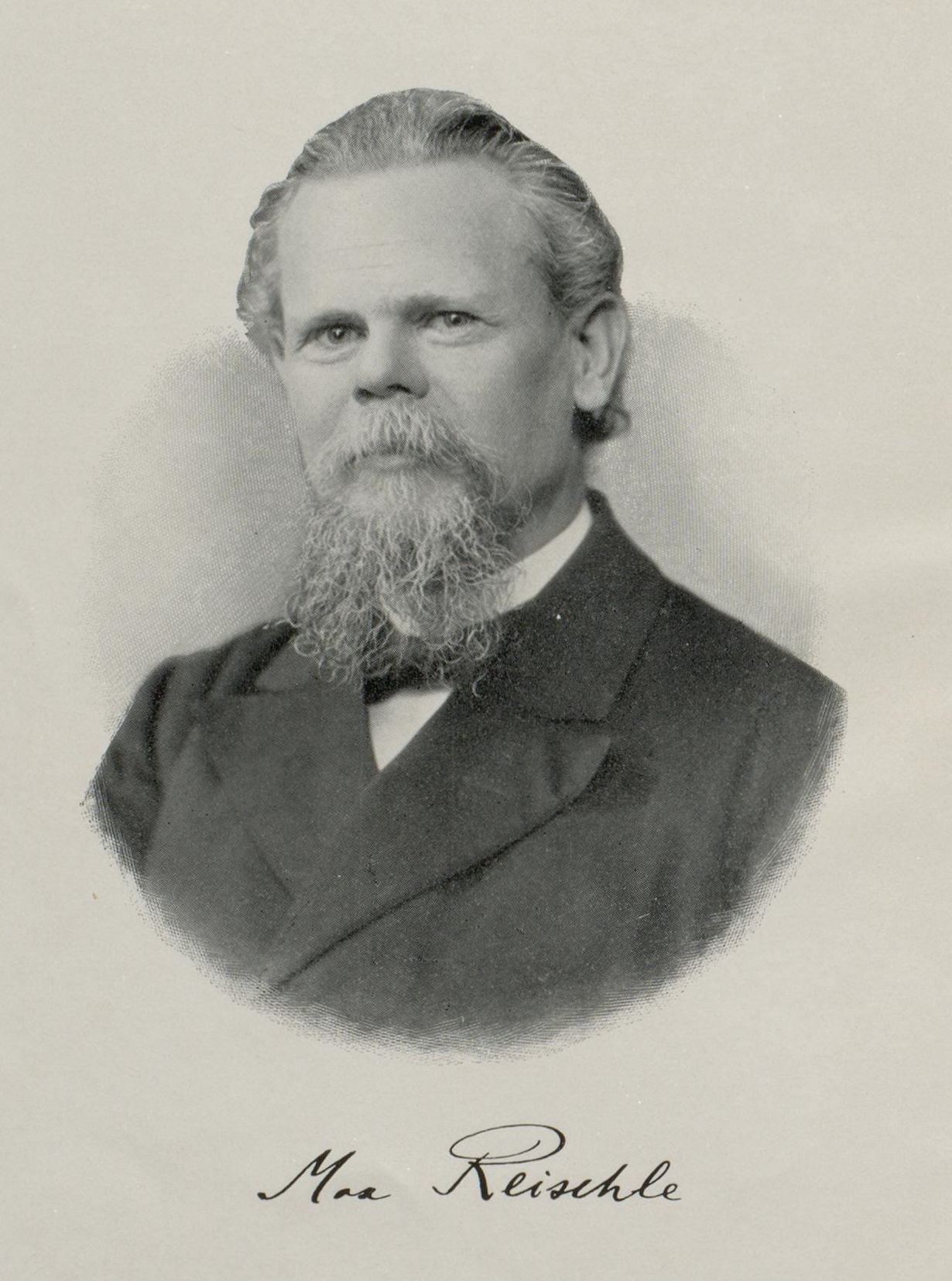
Max Reischle

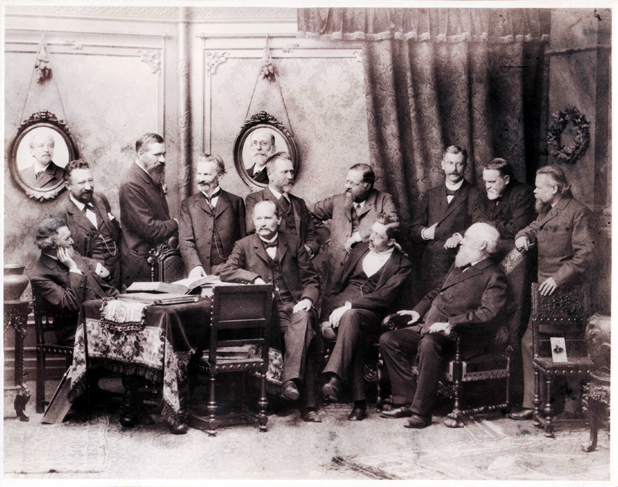
Max Reischle (stehend ganz rechts) mit anderen Mitgliedern des Spirituskreises in Halle (1902)

Max Reischle (* 18. Juni 1858 in Wien; † 11. Dezember 1905 in Tübingen) war ein deutscher Theologe.

## Leben
1887 wurde er an der Universität Tübingen promoviert und arbeitete später am Karls-Gymnasium Stuttgart (ab 1889). 1892 wurde er zum ordentlichen Professor für Praktische Theologie an der Universität Gießen ernannt und anschließend zum Professor für Systematische Theologie an der Universität Göttingen (1895). Im folgenden Jahr nahm er eine Berufung nach Halle an der Saale auf den Lehrstuhl für Systematische Theologie an.
Seine Studien befassten sich hauptsächlich mit Mystik in der Theologie, der Religionsphilosophie und der Weitergabe ethischer Prinzipien im akademischen Unterricht.
Seit dem Wintersemester 1876/77 war er Mitglied der Studentenverbindung Lichtenstein Tübingen.

## Schriften (Auswahl)
- Ein Wort zur Controverse über die Mystik in der Theologie. Akademische Verlagsbuchhandlung von J. C. B. Mohr (Paul Siebeck), Freiburg im Breisgau 1886. (Digitalisat im Internet Archive)
- Die Frage nach dem Wesen der Religion. Grundlegung einer Methodologie der Religionsphilosophie. Akademische Verlagsbuchhandlung von J. C. B. Mohr (Paul Siebeck), Freiburg im Breisgau 1889. (Digitalisat im Internet Archive)
- Sohms Kirchenrecht und der Streit über das Verhältnis von Recht und Kirche. J. Ricker’sche Buchhandlung, Gießen 1895. (Digitalisat im Internet Archive)
- Werturteile und Glaubensurteile. Verlag Max Niemeyer, Halle an der Saale 1900. (Digitalisat im Internet Archive)